# Reigateské panstvo
Reigateské panstvo je jedna z 56 krátkých detektivních povídek o Sherlocku Holmesovi, kterou napsal Sir Arthur Conan Doyle. Poprvé byla vydána v červnu roku 1893 v časopisu The Strand Magazine pod názvem The Adventure of the Reigate Squire. Je šestou z jedenácti povídek vydaných knižně v souboru Vzpomínky na Sherlocka Holmese (anglicky The Memoirs of Sherlock Holmes).
Sám Doyle příběh umístil na konec žebříčku svých 12 nejoblíbenějších holmesovských povídek.
Holmes vyšetřuje záhadná vloupání a vraždu u města Reigate.

## Děj
Na zotavení po zdravotním kolapsu z předchozího intenzivního pátrání v Evropě vyveze dr. Watson Holmese ke svému známému, plukovníku Hayterovi, který má dům poblíž Reigate v Surrey. I přes doktorovu nelibost je Holmes zatáhnut do dalšího vyšetřování.
V Reigate předtím došlo ke zvláštnímu vloupání u Actonů, zloději téměř nic neodnesli, nyní byl při dalším zastřelen kočí rodiny Cunninghamů. V ruce zastřeleného byl nalezen útržek popsaného papíru s časem, který se shodoval s momentem vraždy. 
Při prohlídce domu v doprovodu Watsona, plukovníka, policie a otce a syna Cunninghamovými Holmes náhle převrhne stolek a svede to na Watsona. Ve vzniklém rozruchu zmizí z místnosti, Cunninghamovi se ho vydají hledat. Holmesovi se takto podařilo získat druhou část útržku, kterou měl mladý Cunningham v županu. Za chvíli je slyšet Holmesův křik o pomoc – Cunninghamovi se ho pokouší udusit a papír mu sebrat, jsou zatčeni. 
Holmes popisuje svůj logický úsudek – text na útržku zjevně psali dva lidé, rukopisem odpovídají Cunninghamům, jejichž svědecká výpověď byla navíc nepřesná. Mezi Actonovými a Cunninghamovými byly spory o majetek, Cunninghamovi se vloupali k Actonům, aby se zmocnili nějaké právní listiny. Kočí je při tom viděl a chtěl je vydírat, vylákali ho tedy pomocí zprávy ven a zastřelili.